# Districtul Arzew
Arzew este un district din provincia Oran, Algeria.